# Bromus firmior
Bromus firmior är en gräsart som först beskrevs av Christian Gottfried Daniel Nees von Esenbeck, och fick sitt nu gällande namn av Otto Stapf. Bromus firmior ingår i släktet lostor, och familjen gräs. Inga underarter finns listade i Catalogue of Life.